# ʤ
Cette page contient des caractères spéciaux ou non latins. S’ils s’affichent mal (▯, ?, etc.), consultez la page d’aide Unicode.
Le dej, (minuscule : ʤ) est une lettre additionnelle de l’écriture latine qui a été utilisée dans l’alphabet phonétique international.

## Utilisation
Dans l’alphabet phonétique international, [ʤ] a représenté une consonne affriquée palato-alvéolaire voisée. Le symbole est adopté en 1921 et est remplacé en 1989 par la séquence des symboles des consonnes [d] et [ʒ] : ‹ dʒ ›, pouvant être liés par un tirant dans les cas ambigus : ‹ d͡ʒ › ou ‹ d͜ʒ ›.

## Représentations informatiques
Le dej peut être représentée avec les caractères Unicode (Alphabet phonétique international) suivants :
| formes    | représentations | chaînes de caractères | points de code | descriptions                         |
| --------- | --------------- | --------------------- | -------------- | ------------------------------------ |
| minuscule | ʤ               | ʤ                     | U+02A4         | lettre minuscule latine digramme dej |